# Danese Casati
Danese Casati, indicato anche come Danesio (Milano, 1628 – Milano, 3 novembre 1700), è stato un nobile, politico e diplomatico italiano.

## Biografia
Nato a Milano nel 1628, Danese era figlio di Girolamo Casati e di Bianca Crivelli. Rimasto orfano del padre in tenera età, nel 1631 la madre si risposò con Lazzaro Crivelli che lo allevò. Seguita la carriera di giurisprudenza, si addottorò utroque iure all'Università di Pavia e nel 1644 venne ascritto nel collegio dei giureconsulti di Milano. Nel 1646 divenne giurisperito per conto della Fabbrica del duomo di Milano.
Nel 1655 venne eletto quale vice del vicario di provvisione, carica che preludeva a quella più prestigiosa, cosa che difatti avvenne nel 1656 e perdurò per un anno. Nel 1660 venne prescelto quale ambasciatore della città di Milano alla corte di Madrid per congratularsi innanzitutto con Filippo IV di Spagna per la firma della pace dei Pirenei raggiunta l'anno precedente e poi per chiedere con altrettanta forza che il sovrano spagnolo riducesse le forze militari presenti nello stato di Milano, il cui mantenimento incideva pesantemente sulle casse del ducato, oltre alla richiesta della "naturaleza" (naturalizzazione) dei cittadini milanesi come spagnoli. Malgrado l'impegno profuso, molte delle sue richieste rimasero inascoltate a parte il numero di soldati nel ducato che venne ridotto a 6000 che rappresentavano comunque il doppio rispetto a quanto si era augurato il consiglio milanese. Da Milano, il Casati ottenne l'ordine di rientrare nel 1661.
Il 3 gennaio del 1664, venne prescelto la seconda volta come vice del vicario di provvisione e nel 1665 venne nominato vicario, rimanendo in carica sino all'anno successivo, divenendo poi decurione. Il 17 aprile 1666 venne nominato avvocato fiscale, carica che occupò per i tre anni successivi ed il 9 settembre 1669, Carlo II di Spagna lo nominò senatore a Milano.
Chiamato nuovamente a incarichi diplomatici, nel dicembre del 1670 partì alla volta di Roma per discutere sulla questione dell'immunità ecclesiastica nei territori del ducato, ed in particolare relativamente al diritto d'asilo concesso nelle chiese che spesso rappresentava un ostacolo all'esercizio del potere giuridico dell'autorità civile. Anche questa missione fallì non riuscendo a trovare una quadra, ma nel 1678 dopo essere rientrato a Milano, partì alla volta di Madrid dove era stato convocato come reggente milanese nel Supremo Consiglio d'Italia; non giunse ad ogni modo mai a destinazione in quanto, quando ancora si trovava nei territori dei Savoia, lo raggiunse l'ordine di rientrare per compiere una visita nel reame di Napoli su mandato del re di Spagna, segno della grande stima di cui il Casati godeva presso la corona iberica.
Danese giunse a Napoli il 28 aprile 1679 e nel giugno di quell'anno diede ufficialmente il via alla sua visita del regno, lasciando emergere grosse problematiche nell'apparato amministrativo e burocratico oltre ad episodi di frode, corruzione, malversazione e abuso di potere. L'esercizio del potere della propria carica da parte del Casati fu sin dal principio deciso in tal senso, attirandogli le ire di personaggi influenti come Giacomo Capece Galeota, duca di Sant'Angelo, e del duca di Montesardo, suo genero, e del duca della Regina, suo nipote, i quali vennero confinati a non meno di sessanta miglia dalla capitale. Di fronte a queste operazioni, i baroni del regno napoletano ricorsero dapprima al viceré di Napoli ma, poiché questi non aveva voluto prendere posizione, scrissero direttamente a Carlo II il quale, tramite il Consiglio Supremo d'Italia, ordinò al Casati di raccogliere informazioni sui presunti abusi che avesse trovato "con estrema discrezione". Di fronte a questi ostacoli, il 3 aprile 1681 il Casati decise di lasciare Napoli e rientrare a Milano.
Carlo II, per ricompensarlo comunque del buon operato svolto, lo nominò membro del suo consiglio segreto. Morì a Milano il 3 novembre 1700.